# Фенхон
Фенхон — (1,3,3-триметилбицикло[2.2.1]гептан-2-он), кетон, относится к терпеноидам.

## Свойства
Фенхон — маслянистая жидкость с камфорным запахом и горьким вкусом. Фенхон плохо растворяется в воде, хорошо растворим в этаноле, диэтиловом эфире.
Фенхон устойчив к действию окислителей. Восстановление фенхона действием натрия в этаноле приводит к α- и β-фенхолам. Не реагирует с гидросульфитом натрия и фенилгидразином.

## Нахождение в природе
Фенхон содержится в анисовом, фенхельном, укропном, туйевом и некоторых других эфирных маслах.

## Получение
Фенхон получают из эфирных масел.

## Применение
Фенхон является сильным антисептиком, применяется как компонент искусственных эфирных масел, используется как пластификатор при получении пластмасс из нитроцеллюлозы.